# Vénérable (orthodoxie)
Pour les articles homonymes, voir Vénérable.

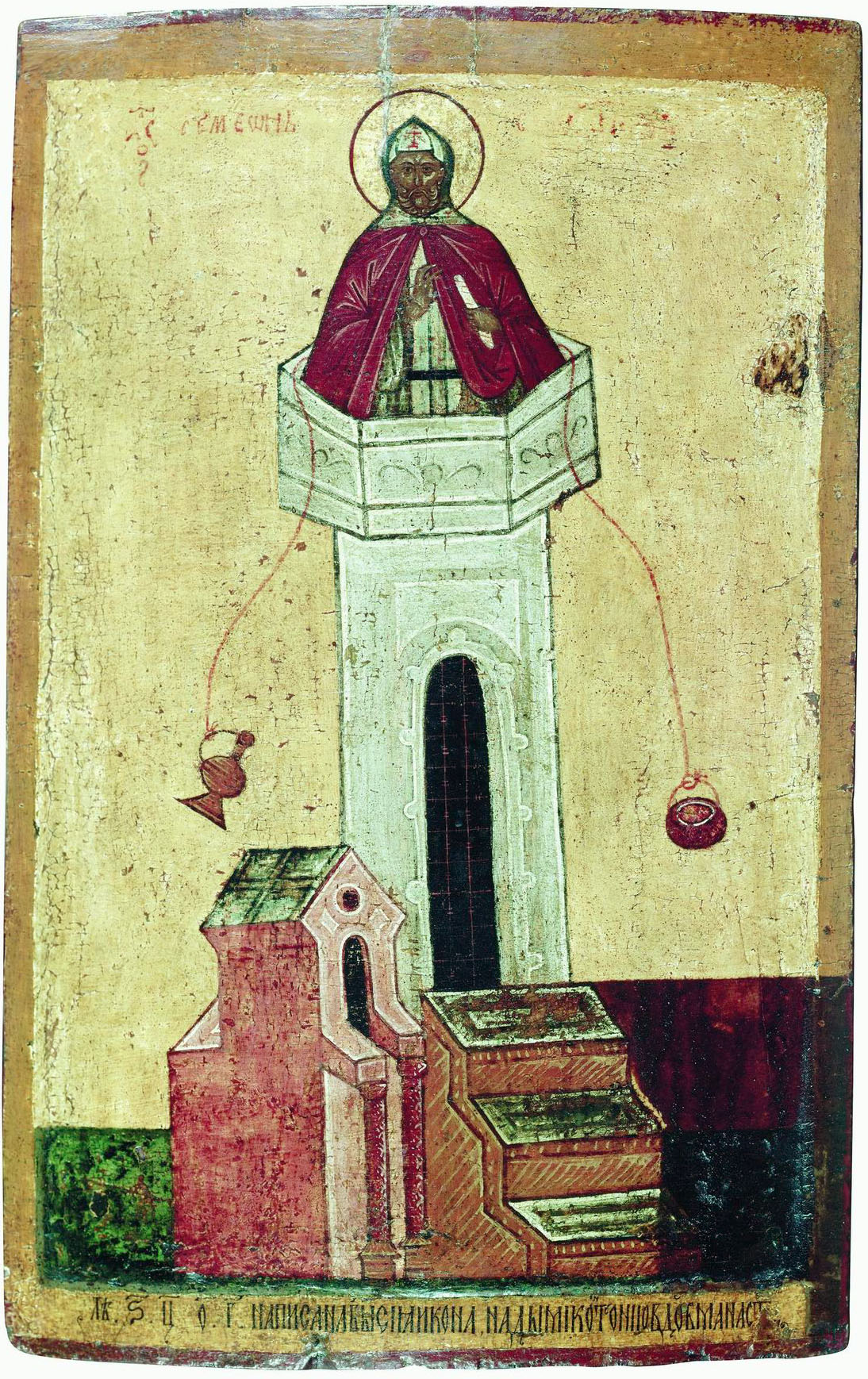
Le vénérable Siméon le Stylite, icône, 1465

Un vénérable, encore appelé hosios (en grec ancien : ὅσιος) ou prépodobny (en russe : преподо́бный / slavon d'église : преподо́бный), est un saint orthodoxe qui s'est rapproché de Dieu par une vie monastique. Ce sont les plus saints parmi les moines qui, par la prière, le jeûne et leurs œuvres, ont cherché à ressembler à Jésus-Christ. D'autres tentent également de ressembler au Christ, mais la vie monastique donne une intensité plus grande à cette aspiration et donne lieu à ce titre de vénérable. Sont cités parmi les vénérables par les chrétiens orthodoxes notamment : Euphrosyne de Polotsk, Hilarion de Gaza, Jean Climaque, Sabas le Sanctifié, Marie l'Égyptienne, Siméon le Stylite, Éphrem le Syrien, Pacôme le Grand ou Antoine le Grand.

## Source
- (ru) Cet article est partiellement ou en totalité issu de l’article de Wikipédia en russe intitulé « Преподобный » (voir la liste des auteurs).